# Schoenus nudifructus
Schoenus nudifructus är en halvgräsart som beskrevs av Chieh Chen. Schoenus nudifructus ingår i släktet axagssläktet, och familjen halvgräs. Inga underarter finns listade i Catalogue of Life.